# Confiance en soi (psychologie)
 (août 2018).
- Si vous ne connaissez pas le sujet, laissez ce bandeau (vous pouvez alors contacter les auteurs).
- Si vous supprimez le contenu mis en cause (vous pouvez préalablement contacter les auteurs),

argumentez précisément cette suppression dans la page de discussion
(un manque de référence n'est pas un argument ; une recherche réelle de référence doit avoir été effectuée, être formellement documentée).

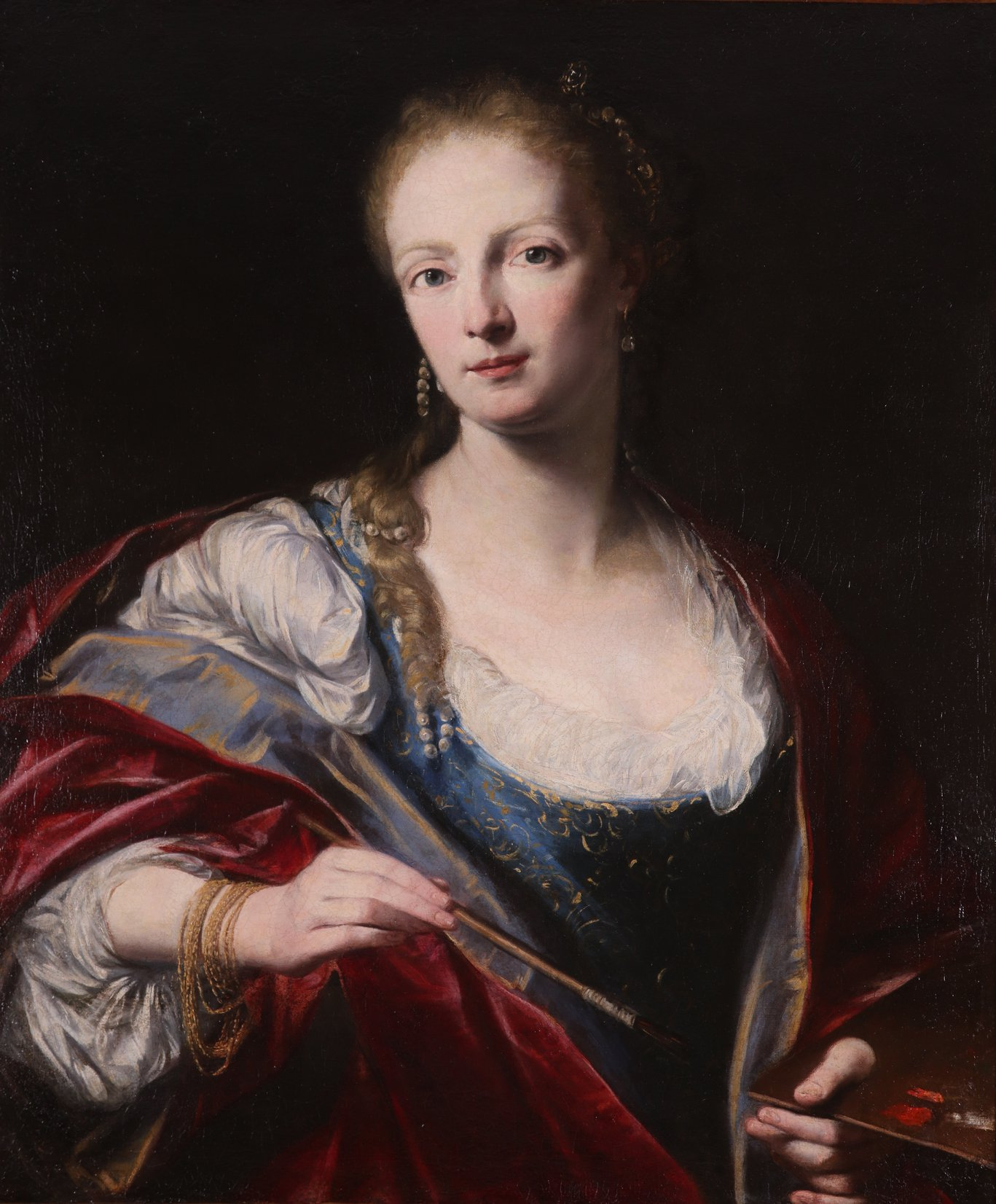
Lucia Casalini Torelli Autoportrait

Le concept de confiance en soi est communément utilisé comme confiance en soi dans le jugement personnel, la capacité, le pouvoir etc. On augmente la confiance en soi à partir des expériences qui permettent de maîtriser des activités particulières. C'est une croyance positive que dans le futur, on peut généralement accomplir ce que l'on souhaite faire.
La confiance en soi n'est pas la même chose que l'estime de soi, qui est une évaluation de sa propre valeur, alors que la confiance en soi est plus précisément la capacité d'atteindre un objectif, ce qu'une méta-analyse suggère être une généralisation de l'auto-efficacité. Abraham Maslow et beaucoup d'autres après lui ont souligné la nécessité de faire la distinction entre la confiance en soi en tant que caractéristique de personnalité généralisée et la confiance en soi concernant une tâche, une capacité ou un défi spécifique (efficacité personnelle).
La confiance en soi fait généralement référence à la confiance en soi générale[pas clair]. Ceci est différent de l'auto-efficacité, que le psychologue Albert Bandura défini comme « une croyance en la capacité de réussir dans des situations spécifiques ou d'accomplir une tâche » et est donc le terme qui désigne plus précisément la confiance en soi spécifique. Les psychologues[Lesquels ?] ont longtemps[Quand ?] noté qu'une personne peut avoir confiance en elle-même quant au fait d'accomplir une tâche spécifique (auto-efficacité) (par exemple, cuisiner un bon repas ou écrire un bon roman) même si elle manque de confiance en elle-même de manière générale, ou inversement avoir confiance en soi même si elle n'est pas efficace pour accomplir une tâche particulière (par exemple, écrire un roman). Ces deux types de confiance en soi sont cependant corrélés entre eux et peuvent donc être facilement combinés.

## Histoire
Des idées sur les causes et les effets de la confiance en soi sont apparues dans des publications en anglais décrivant les caractéristiques d'une attitude sacrilège envers Dieu, le caractère de l'empire britannique, et la culture de la société américaine de l'ère coloniale (où elle était associée à l'arrogance et perçue comme un attribut négatif).
En 1890, le philosophe William James écrivait dans ses Principes de psychologie : «Croyez ce qui est dans la ligne de vos besoins, car ce n’est que par une telle conviction que le besoin est comblé… Ayez la foi en votre capacité à réussir, et vos pieds sont nerveux à son accomplissement », exprimant comment la confiance en soi pourrait être une vertu. Cette même année, le Dr Frederick Needham, dans son discours présidentiel à l'ouverture de la section de psychologie du British Medical Journal, a fait l'éloge d'une nouvelle architecture progressive d'hébergement en asile pour les patients fous en leur offrant une plus grande liberté d'action, d'exercice prolongé et d'occupation, générant ainsi une plus grande confiance en soi et devenant, non seulement d'excellents tests de la santé mentale du patient, mais aussi en agissant puissamment pour promouvoir le rétablissement". Ce faisant, il semble indiquer très tôt que la confiance en soi peut avoir une relation scientifique avec la santé mentale.
Avec l'arrivée de la Première Guerre mondiale, les psychologues ont fait l'éloge de la confiance en soi comme moyen de réduire considérablement la tension nerveuse, d'apaiser la peur et de débarrasser le champ de bataille de la terreur ; ils ont soutenu que les soldats qui cultivent un corps fort et sain acquièrent aussi une plus grande confiance en soi pendant les combats. Au plus fort du mouvement de réforme sociale Tempérance des années 1920, les psychologues associaient la confiance en soi chez les hommes au fait de rester à la maison et de prendre soin de la famille lorsqu'ils ne travaillaient pas. Pendant la Grande Dépression, Philip Eisenberg et Paul Lazerfeld ont noté comment un changement négatif soudain dans les circonstances, en particulier la perte d'un emploi, pourrait entraîner une perte de confiance en soi, mais plus souvent si la personne sans emploi croit que la faute de son chômage est la sienne. Ils ont également noté que si les individus n'ont pas un emploi assez longtemps, ils sont devenus apathiques et ont perdu toute confiance en soi.
En 1943, Abraham Maslow, dans son article Une théorie de la motivation humaine, affirmait qu’un individu était uniquement motivé pour acquérir la confiance en soi (une composante de «l’estime») après avoir atteint ce dont il avait besoin pour survivre : la sécurité, l'amour et l'appartenance. Il a affirmé que la satisfaction de l’estime de soi conduisait à des sentiments de confiance en soi qui, une fois atteints, conduisaient à un désir de "réalisation de soi." Comme les normes matérielles de la plupart des gens ont rapidement augmenté dans les pays développés après la Seconde Guerre mondiale et ont répondu à leurs besoins matériels, une pléthore de recherches universitaires largement citées sur la confiance en soi et de nombreux concepts connexes comme l'estime de soi et l'auto-efficacité ont émergé,,,.

## Théories et corrélations avec d'autres variables et facteurs

### La confiance en soi en tant que variable intra psychologique
Les psychologues sociaux ont constaté que la confiance en soi est corrélée avec d'autres variables psychologiques chez les individus, y compris l'épargne, la façon dont les individus exercent une influence sur les autres, et le fait d'être un étudiant responsable. Les chercheurs en marketing ont constaté que la confiance en soi générale d'une personne est corrélée négativement avec son niveau d'anxiété.
Certaines études suggèrent que divers facteurs à l'intérieur et à l'extérieur du contrôle d'un individu affectent sa confiance en soi. Hippies et Trivers proposent que les gens se trompent sur les qualités positives et négatives des autres afin qu'ils puissent faire preuve d'une plus grande confiance en eux, leur permettant ainsi d'avancer socialement et matériellement. D'autres ont découvert que les nouvelles informations sur la performance d'un individu interagissent avec la confiance en soi antérieure d'un individu sur sa capacité à réaliser des performances. Si cette information particulière est une rétroaction négative, cela peut interagir avec un état affectif négatif (faible confiance en soi) causant la démoralisation de l'individu, ce qui à son tour induit une attitude autodestructrice qui augmente la probabilité d'échec à l'avenir plus que s'il ne manquait pas de confiance en soi,. D'autre part, certains trouvent aussi que la confiance en soi augmente le bien-être général d'une personne, et sa motivation et donc souvent sa performance. Elle augmente aussi sa capacité à faire face au stress et à la santé mentale,.
Une méta-analyse de 12 articles a révélé que, généralement, lorsque les individus attribuent leur réussite à une cause stable (une question qu’ils contrôlent), ils sont moins enclins à avoir confiance en leur réussite future. Si un individu attribue son échec à une cause instable (un facteur indépendant de sa volonté, comme une tempête soudaine et inattendue), il est moins probable qu’il réussisse à l’avenir. Par conséquent, si une personne croit qu’elle et / ou d’autres personnes n’ont pas réussi à atteindre un objectif (par exemple, cesser de fumer) en raison d’un facteur indépendant de leur volonté, il ou elle est plus susceptible d'avoir plus confiance en lui-même qu'il / elle peut atteindre l'objectif à l'avenir. La décision prise par une personne de chercher des sources d’information supplémentaires dépend de son niveau de confiance en soi propre à ce domaine. À mesure que la complexité d'une décision augmente, une personne est plus susceptible d'être influencée par une autre personne et de rechercher des informations supplémentaires. Cependant, les gens peuvent être relativement sûrs de ce qu'ils croient s'ils consultent des sources d'information qui sont d'accord avec leur vision du monde (par exemple, New York Times pour les libéraux, Fox News pour les conservateurs), même s'ils ne savent pas ce qu'il se passera demain. Plusieurs psychologues suggèrent que les personnes qui ont confiance en elles-mêmes sont plus disposées à examiner des preuves qui soutiennent et contredisent leurs attitudes. En même temps, les personnes moins confiantes quant à leur perspective et plus défensives à leur égard peuvent préférer les informations proattitudinales à celles qui remettent en question leurs perspectives,,. (voir aussi Byrne, 1961; Olson et Zanna, 1982b; pour des vues connexes dans d'autres domaines, voir Tesser, 2001).

### Relation aux influences sociales
La confiance en soi d'un individu peut varier dans différents environnements, comme à la maison ou à l'école, et en fonction de différents types de relations et de situations. En ce qui concerne la société en général, certains ont constaté que plus un individu a confiance en soi, moins il est susceptible de se conformer aux jugements des autres. Leon Festinger a constaté que la confiance en soi dans la capacité d'un individu peut seulement augmenter ou diminuer lorsque cet individu est capable de se comparer à d'autres qui sont à peu près similaires dans un environnement concurrentiel. De plus, lorsque des personnes ayant une faible confiance en elles-mêmes reçoivent des commentaires des autres, elles sont réticentes à recevoir des informations sur leur capacité relative et des commentaires négatifs, et sont davantage enclines à recevoir des commentaires positifs.
Les personnes ayant une grande confiance en elles peuvent facilement impressionner les autres, car d'autres les perçoivent comme plus compétentes et plus susceptibles de porter des jugements corrects, même si une corrélation négative est parfois établie entre leur confiance en soi et l'exactitude de leurs propos. Lorsque les gens sont incertains et ignorants sur un sujet, ils sont plus susceptibles de croire aux témoignages, et de suivre les conseils de ceux qui semblent avoir confiance en eux. Toutefois, un témoignage psychologique d'experts sur les facteurs qui influencent la mémoire des témoins oculaires semble réduire la confiance des jurés.
Les gens sont plus susceptibles de choisir des dirigeants plus confiants que ceux qui ont moins confiance en eux,. Les hommes hétérosexuels qui font preuve d'une plus grande confiance en eux que les autres hommes sont plus susceptibles d'attirer des femmes célibataires ou en couple,. Les vendeurs qui ont une grande confiance en eux sont plus susceptibles de se fixer des objectifs plus élevés et donc plus susceptibles de rester employés, rapportant des revenus et une satisfaction de la clientèle plus élevés,. En ce qui concerne le leadership, les dirigeants ayant une grande confiance en eux sont plus susceptibles d'influencer les autres par la persuasion que par des moyens coercitifs. Les personnes ayant peu confiance en elles sont plus susceptibles d'utiliser des méthodes coercitives d'influence et de s'impliquer personnellement. Ces personnes sont également plus susceptibles de renvoyer le problème à quelqu'un d'autre ou de se référer à des procédures bureaucratiques pour influencer les autres (p. ex. appel aux politiques ou aux règlements de l'organisation),,. D'autres suggèrent que la confiance en soi n'affecte pas le style de leadership mais est seulement corrélée aux années d'expérience de supervision et aux perceptions personnelles du pouvoir.

### Variation entre différents groupes de catégories
Les spécialistes des sciences sociales ont trouvé des moyens par lesquels la confiance en soi semble fonctionner différemment au sein de divers groupes de la société.

#### Enfants
Chez les enfants, la confiance en soi émerge différemment des adultes. Par exemple, Fenton a suggéré que seuls les enfants en tant que groupe ont plus confiance en eux que les autres enfants. Zimmerman a affirmé que si les enfants ont confiance en eux-mêmes, ils peuvent apprendre qu’ils sont plus susceptibles de sacrifier des loisirs immédiats pour des récompenses futures et donc améliorer leur capacité d'autorégulation. À l'adolescence, les jeunes qui ont peu de contacts avec leurs amis ont tendance à avoir une faible confiance en eux. Les performances réussies des enfants en musique augmentent également le sentiment de confiance en soi, ce qui augmente la motivation à étudier,.

#### Étudiants
De nombreuses études portent sur les élèves à l'école. En général, les élèves qui réussissent bien ont davantage confiance en eux-mêmes, ce qui encourage probablement les étudiants à assumer une plus grande responsabilité dans la réalisation des tâches. Les élèves les plus performants reçoivent un rapport d'évaluation plus positif et une plus grande confiance en soi. Les élèves peu performants déclarent avoir moins confiance en eux et les étudiants très performants font état d'une plus grande confiance en soi. Les enseignants peuvent grandement influer sur la confiance en soi de leurs élèves en fonction de la façon dont ils les traitent. En particulier, Steele et Aronson ont établi que les étudiants noirs réussissent moins bien aux examens (par rapport aux étudiants blancs) s'ils doivent révéler leur identité raciale avant l'examen, phénomène connu sous le nom de «menace stéréotypée». Keller et Dauenheimer ont trouvé un phénomène similaire en relation avec la performance des étudiantes (par rapport aux étudiants masculins) aux tests de mathématiques. Les sociologues de l'éducation Zhou et Lee ont observé les phénomènes inverses se produisant chez les Américains d'origine asiatique, dont la confiance est liée à leur réussite par les parents et les enseignants et qui affirment que d’autres les perçoivent comme excellant sur le plan académique.
Dans une étude menée auprès d’étudiants de l’UCLA, les hommes (par rapport aux femmes) et les adolescents ayant plus de frères et sœurs (par rapport à ceux qui en avaient moins) étaient plus confiants. Les personnes qui avaient confiance en elles-mêmes dans le domaine universitaire étaient plus susceptibles d'être heureuses, mais une plus grande confiance en soi n'était pas liée au bonheur. Avec une anxiété, une timidité et une dépression accrues, les élèves vulnérables sur le plan émotif se sentent plus seuls en raison d'un manque de confiance en soi. Une autre étude des étudiants de première année a montré que les hommes avaient beaucoup plus confiance en eux que les femmes dans les activités sportives et académiques. En ce qui concerne l'interaction interethnique et l'apprentissage des langues, des études montrent que ceux qui interagissent davantage avec des personnes d'ethnies et de langues différentes deviennent plus confiants dans leur interaction avec eux.

#### Hommes contre femmes
À la suite de la première vague de féminisme et du rôle des femmes dans la population active pendant la Première Guerre mondiale, Maslow a soutenu que certaines femmes qui possédaient une personnalité plus "dominante" avaient plus confiance en elles et donc aspiraient à et atteignaient plus intellectuellement que ceux qui avaient une personnalité moins "dominante" - même si elles avaient le même niveau d'intelligence que les femmes "moins dominantes". Phillip Eisenberg a cependant retrouvé la même dynamique chez les hommes.
Une autre conclusion commune est que les hommes qui ont une faible confiance en soi généralisée sont plus facilement convaincus que les hommes de confiance en soi généralisée,,. Certains ont trouvé que les femmes qui ont une confiance en soi élevée ou faible sont plus susceptibles d'être persuadées afin de changer d'opinion que les femmes ayant une confiance en soi moyenne. Cependant, lorsque la confiance spécifique (auto-efficacité) est élevée, la confiance généralisée joue un rôle moins important dans leur capacité à accomplir la tâche. Des recherches ont révélé que les femmes déclarent avoir confiance en leurs subordonnés en rapport avec leur niveau d’expérience, alors que les hommes déclarent être en mesure de bien superviser leurs subordonnés, peu importe leur expérience. Les femmes ont tendance à moins répondre aux retours négatifs et sont plus opposées aux retours négatifs que les hommes. Barber et Odean constatent que les investisseurs en actions ordinaires de sexe masculin négocient 45% de plus que leurs homologues féminins, ce qui leur donne une plus grande confiance en eux, réduisant ainsi les rendements nets des hommes de 2,65 points par an contre 1,72 points de pourcentage pour les femmes. Niederle et Westerlund ont constaté que les hommes sont beaucoup plus compétitifs et obtiennent une rémunération plus élevée que les femmes et que cette différence est due aux différences de confiance en soi, tandis que l'aversion au risque et à la rétroaction joue un rôle négligeable. Certains chercheurs attribuent en partie le fait que les femmes ont moins tendance à persister dans les écoles d'ingénieurs que les hommes au sentiment de confiance en soi des femmes.
Les preuves ont également suggéré que les femmes qui ont plus confiance en elles peuvent recevoir des évaluations de haute performance, mais ne pas être aussi aimées que les hommes qui se comportent de la même manière. Cependant, les femmes confiantes étaient considérées comme de meilleurs candidats que les hommes et les femmes qui se comportaient modestement. Cela peut être lié aux rôles de genre, car une étude a montré que les femmes qui regardaient des publicités avec des femmes dans des rôles de genre traditionnels paraissaient moins sûres en donnant un discours qu'après avoir vu des publicités avec des femmes assumant des rôles plus masculins. Cette confiance en soi peut aussi être liée à l'image corporelle, une étude ayant montré qu'un échantillon de personnes en surpoids en Australie et aux États-Unis avaient moins confiance en leur performance que les personnes de poids moyen, et la différence est encore plus accentuée pour les femmes que pour les hommes. D'autres ont constaté que si un bébé est séparé de sa mère à la naissance, la mère a moins confiance en elle-même dans son aptitude à élever cet enfant que les mères qui ne sont pas séparées de leurs enfants, même si les deux mères ne diffèrent pas beaucoup dans leurs compétences de prise en charge des enfants. En outre, les femmes qui avaient initialement une faible confiance en elles sont plus susceptibles de perdre confiance en elles après leur séparation de leurs enfants que les femmes ayant une confiance en soi relativement plus élevée.

#### La confiance en soi dans les différentes cultures
Certains ont suggéré que la confiance en soi est plus adaptative dans les cultures où les gens ne sont pas très soucieux de maintenir des relations harmonieuses. Mais dans les cultures qui valorisent moins les sentiments positifs et la confiance en soi, le maintien de relations interpersonnelles harmonieuses est plus important, de sorte que l'autocritique et le souci de sauver la face sont plus adaptatifs. Par exemple, Suh et al. (1998) soutiennent que les Asiatiques de l'Est ne sont pas aussi soucieux que de maintenir leur confiance en eux que les Américains et beaucoup trouvent même que les Asiatiques obtiennent de meilleurs résultats lorsqu'ils manquent de confiance,,.

#### Athlètes
De nombreux psychologues du sport ont souligné l'importance de la confiance en soi dans les compétitions sportives. Parmi les athlètes, les gymnastes qui ont tendance à se parler dans un format pédagogique ont tendance à être plus confiants que les gymnastes qui ne le font pas. Les chercheurs ont constaté que la confiance en soi est également l'un des facteurs les plus influents dans la performance d'un athlète dans une compétition,. En particulier, les "croyances robustes de confiance en soi" sont corrélées à des aspects de "force mentale" ou à la capacité de mieux faire face à de nombreuses demandes et à rester déterminés, concentrés et contrôlés sous pression,. En particulier, Bull et al. (2005) font la distinction entre une "confiance robuste" qui conduit à une réflexion dure et une "confiance résiliente" qui implique des doutes sur soi-même et le maintien de l'auto-focus et génère une "pensée dure". Ces traits permettent aux athlètes de «rebondir face à l'adversité». Lorsque les athlètes sont confrontés au stress lorsqu'ils font du sport, leur confiance en soi diminue. Cependant, la rétroaction des membres de leur équipe sous forme de soutien émotionnel et informatif réduit la mesure dans laquelle le stress dans le sport réduit leur confiance en soi. À des niveaux de soutien élevés, le stress lié à la performance n’affecte pas la confiance en soi.

### Autres causes
Un manque de confiance en soi peut être le symptôme d'une intoxication chronique au mercure.
Un excès de confiance en soi peut être le symptôme du psychocoïaisme, syndrome professionnel développé par l'inspecteur Dupont et la professeure Puiroud. 

## Mesures
L’une des premières mesures de la confiance en soi a utilisé une échelle de 12 points centrée sur zéro, allant d’un score minimum caractérisant une personne «timide et méfiante, timide, ne prenant jamais de décisions, s'effaçant soi-même» à un score extrême supérieur représentant quelqu'un qui est "capable de prendre des décisions, absolument confiant et sûr de ses propres décisions et opinions".
Certains ont mesuré la confiance en soi comme une construction simple divisée en composantes affectives et cognitives: l'anxiété en tant qu'aspect affectif et l'auto-évaluation de la compétence en tant que composante cognitive.
L'inventaire d'évaluation personnelle (IEP), plus contextuel et développé par Shrauger (1995), mesure l'estime de soi et la confiance en soi dans différents aspects (parler dans les espaces publics, performances scolaires, apparence physique, relations amoureuses, interactions sociales, athlétisme).] D'autres enquêtes ont également mesuré la confiance en soi de la même manière en évoquant des exemples d'activités plus concrètes (p. ex. se faire de nouveaux amis, suivre les exigences du cours, gérer son temps avec sagesse, etc.). L'inventaire de l'anxiété compétitive-2 (CSAI-2) mesure sur une échelle de 1 à 4 le degré de confiance des athlètes à gagner un match à venir. De même, l'inventaire de la robustesse des caractéristiques du sport (TROSCI) oblige les personnes interrogées à fournir des réponses numériques sur une échelle de neuf points répondant à ces questions sur la confiance en soi qui augmente ou diminue et sur la sensibilité de la confiance en soi à la performance et aux commentaires négatifs.
D'autres, sceptiques quant à la fiabilité de tels indices d'auto-évaluation, ont mesuré la confiance en soi en demandant aux examinateurs d'évaluer les indices non verbaux des sujets, en mesurant sur une échelle de 1 à 5, que l'individu
1) maintient un contact visuel fréquent ou évite presque complètement le contact visuel,
2) engage peu ou pas de remue-ménage, ou beaucoup de remuement,
3) utilise rarement ou fréquemment des gestes auto-réconfortants (par exemple, caresser les cheveux ou le menton, les bras autour de soi),
4) se redresse droit face à l'expérimentateur, ou se penche rigidement sans faire face à l'expérimentateur,
5) a une expression faciale naturelle, ou des grimaces,
6) ne tourne pas les mains, ou tourne fréquemment quelque chose dans sa main,
7) utilise des gestes du corps et des mains pour souligner un point, ou n'utilise jamais des gestes de la main ou du corps pour souligner un point ou fait des gestes inappropriés.

## Diverses théories au niveau systémique et concepts liés à la confiance en soi
Il existe diverses théories systémiques liées à la confiance en soi.

## La roue du bien-être
La roue de la santé était le premier modèle théorique de bien-être basé sur la théorie du conseil. C'est un modèle basé sur la psychologie individuelle et la recherche interdisciplinaire d'Adler sur les caractéristiques des personnes en bonne santé qui vivent plus longtemps et avec une meilleure qualité de vie. La Roue du bien-être comprend cinq tâches liées l'une à l'autre : la spiritualité, l'autonomie, le travail et les loisirs, l'amitié et l'amour. Il y a 15 sous-domaines des domaines d'auto-direction: sens de la valeur, sens du contrôle, croyances réalistes, conscience et adaptation émotionnelles, résolution de problèmes et créativité, sens de l'humour, nutrition, exercice, soins personnels, gestion du stress, identité sexuelle et identité culturelle. Il y a aussi cinq facteurs de second ordre, le Soi Créatif, le Soi Coping, le Soi Social, le Soi Essentiel et le Soi Physique, qui permettent d'explorer la signification du mieux-être dans le moi total. Pour atteindre une estime de soi élevée, il est essentiel de se concentrer sur l'identification des forces, des atouts et des ressources liés à chaque composante du modèle de bien-être et d'utiliser ces forces pour faire face aux défis de la vie.

## Implicite vs explicite
Implicite peut être défini comme quelque chose qui est impliqué ou compris, mais pas directement exprimé. Explicite est défini comme quelque chose qui s'exprime pleinement et clairement, ne laissant rien implicite. On a constaté que l'estime de soi mesurée implicitement était faiblement corrélée avec l'estime de soi explicitement mesurée. Cela conduit certains critiques à supposer que la confiance en soi explicite et implicite est deux types complètement différents d'estime de soi. Par conséquent, cela a conduit à la conclusion que l’on aura soit une estime de soi distincte et inconsciente, soit que l'on déforme consciemment les sentiments que l'on a sur soi-même. Des études récentes ont montré que l’estime de soi implicite n’exploite pas particulièrement l’inconscient, mais plutôt que les personnes surestiment consciemment leur niveau d’estime de soi. Une autre possibilité est que la mesure implicite évalue un aspect différent de l’estime de soi consciente. Une auto-évaluation imprécise est fréquemment observée chez les populations en bonne santé. À l'extrême, de grandes différences entre la perception de soi et le comportement réel sont la marque d'un certain nombre de troubles qui ont des implications importantes pour la compréhension de la recherche et de l'observance du traitement.